# Charly Steinberger
Charly Steinberger (* 3. November 1937 in Schalchen; gebürtig Karl Steinberger; † 27. März 2019 in München) war ein österreichischer Kameramann.

## Leben
Er war zunächst Fotograf und dann Kameraassistent. Ab 1964 arbeitete er als Chefkameramann. Nach längerem Einsatz beim Fernsehen stand er 1968 erstmals bei einem Spielfilm hinter der Kamera. Mehrere Verfilmungen der Romane von Johannes Mario Simmel mit Regisseur Alfred Vohrer gehen auf sein Konto. Für seine Kameraführung bei den Produktionen Einer von uns beiden und Gott schützt die Liebenden erhielt er 1974 das Filmband in Gold. Steinbergers Kamerastil war durch intensive Verwendung von Handkameras und Fischaugenobjektiven sowie durch ausgefallene Blickwinkel leicht erkennbar.
Bei dem Erotikfilm Monika und die Sechzehnjährigen, in dem auch Liselotte Pulver  und Klausjürgen Wussow mitspielten, führte er das einzige Mal zugleich Regie. Er hat aus der 1984 geschiedenen Ehe mit der Schauspielerin Susanne Uhlen einen Sohn (* 1976).
Charly Steinberger starb am 27. März 2019 im Alter von 81 Jahren.

## Filmografie (Auswahl)
- 1964: Der Nachtkurier meldet (Fernsehserie)
- 1966: Die Hinrichtung
- 1969: Eine Frau sucht Liebe
- 1969: Al Capone im deutschen Wald
- 1970: Der Mann, der den Eiffelturm verkaufte
- 1970: Die Delegation
- 1970: Die Weibchen
- 1971: Und Jimmy ging zum Regenbogen
- 1971: Deep End
- 1971: Liebe ist nur ein Wort
- 1971: Change
- 1972: Zeitaufnahme
- 1972: König, Dame, Bube
- 1972: Der Amateur
- 1972: Der Stoff aus dem die Träume sind
- 1973: Alle Menschen werden Brüder
- 1973: Gott schützt die Liebenden
- 1973–1974: Okay S.I.R. (Fernsehserie)
- 1974: Drei Männer im Schnee
- 1974: Wer stirbt schon gerne unter Palmen?
- 1974: Einer von uns beiden
- 1975: Une femme fatale
- 1975: Monika und die Sechzehnjährigen (auch Regie)
- 1975: Verbrechen nach Schulschluß
- 1975: Die verkaufte Braut
- 1975: Das Netz
- 1975: Bis zur bitteren Neige
- 1975/77: Frauenstation
- 1976: Rosemaries Tochter
- 1976: Die Elixiere des Teufels
- 1977: Die Jugendstreiche des Knaben Karl
- 1978: Der Tiefstapler
- 1978: Das Ding (Mehrteiler)
- 1978: Der Mann im Schilf
- 1978: Schöner Gigolo, armer Gigolo
- 1980: … und raus bist du
- 1980: Maria – Nur die Nacht war Zeuge
- 1980: Tatort – Herzjagd (Fernsehreihe)
- 1981: Collin
- 1981: Wie der Mond über Feuer und Blut
- 1983: Satan ist auf Gottes Seite
- 1984: Die Platzanweiserin
- 1984: Didi – Der Doppelgänger
- 1985: Didi – Der Untermieter/Die Nervensäge (Fernsehserie)
- 1985: Das Feuerschiff (The Lightship)
- 1986: Unternehmen Köpenick (Serie)
- 1986: Bitte laßt die Blumen leben
- 1988: Tatort – Sein letzter Wille (Fernsehreihe)
- 1989: Mit Leib und Seele (Fernsehserie)
- 1989: Tatort – Die Neue (Fernsehreihe)
- 1990: Feuer, Eis & Dynamit
- 1991: Unser Haus
- 1991: Die Bank ist nicht geschädigt
- 1986–1992: Auf Achse (Fernsehserie, 5 Folgen)
- 1995: Spur eines Zweifels
- 1996: Tatort – Heilig Blut (Fernsehreihe)
- 1996: Tresko – Der Maulwurf
- 1996: Der andere Wolanski
- 1997: Tatort – Brüder (Fernsehreihe)
- 1997: Das Recht auf meiner Seite
- 1997: Tödliches Alibi
- 1998: Derrick: Anna Lakowski
- 1998: Wie stark muß eine Liebe sein
- 1998: Die einzige Chance
- 1999: Am Anfang war der Seitensprung
- 2000: Der arabische Prinz
- 2000: Polizeiruf 110: Verzeih mir
- 2001: Am Anfang war die Eifersucht
- 2002: Tatort – Reise ins Nichts (Fernsehreihe)
- 2003: Drei unter einer Decke
- 2004: Der Traum vom Süden
- 2006: König der Herzen
- 2006: Das Glück klopft an die Tür
- 2006: Eine Robbe zum Verlieben
- 2007: Ich heirate meine Frau